# ويليام بي. برستون
ويليام بي. برستون (بالإنجليزية: William B. Preston)‏ هو سياسي أمريكي، ولد في 24 نوفمبر 1830 في هالفيكس في الولايات المتحدة، وتوفي في 2 أغسطس 1908 في سولت ليك في الولايات المتحدة بسبب ذات الرئة.